# 小叶石豆兰
小叶豆兰（学名：Bulbophyllum tokioi）为兰科豆兰属下的一个种。

## 扩展阅读
- 維基物種上的相關：小叶豆兰